# Vilar de Amargo
Vilar de Amargo ist ein Ort und eine ehemalige Gemeinde (Freguesia) im portugiesischen Kreis Figueira de Castelo Rodrigo. Die Gemeinde hatte 158 Einwohner (Stand 30. Juni 2011).
Am 29. September 2013 wurden die Gemeinden Vilar de Amargo, Algodres und Vale de Afonsinho zur neuen Gemeinde União das Freguesias de Algodres, Vale de Afonsinho e Vilar de Amargo zusammengeschlossen.